# Muhammad al-Ya'qubi
Muḥammad Abū l-Hudā al-Yaʿqūbī (in arabo محمد أبو الهدى اليعقوبي‎?; Damasco, 7 maggio 1963) è un giurista siriano di origini marocchine. Nelle lingue occidentali francesizzanti e anglicizzanti il suo cognome viene spesso trascritto come "Yaqoubi". Dotto sunnita malikita, affiliato alla confraternite islamiche sufi della Shadhiliyya, è un oppositore del regime di Baššār al-Asad e ostile al gihadismo di Da'esh del preteso "califfo" Abū Bakr al-Baghdādī e di al-Qāʿida (guidata dapprima da Usāma bin Lāden e poi da Ayman al-Zawāhirī), al quale fa riferimento anche il Fronte al-Nusra siriano di Abū Muḥammad al-Jawlānī.

## Biografia
Damasceno di nascita, discende da una famiglia di studiosi musulmani illustratisi per lunghi secolo nel campo delle cosiddette "Scienze religiose" (ʿulūm dīniyya). Suo padre, Ibrāhīm al-Yaʿqūbī (m. 1985) era un apprezzato studioso che insegnò nella Moschea degli Omayyadi e nelle Università Darwīsh Pascià e nell'Università al-ʿUthmān; suo nonno paterno, Ismāʿīl al-Yaʿqūbī (m. 1960) era uno studioso e un maestro sufi. Suo prozio materno era ʿArabī al-Yaʿqūbī (m. 1965), e suo zio paterno fu lo gnostico islamico Sharīf al-Yaʿqūbī (m. 1943). Tra gli antenati di Muḥammad al-Yaʿqūbī, tre hanno occupato il prestigioso incarico di Imām malikita della Moschea degli Omayyadi di Damasco.
È discendente del profeta Maometto, e può far risalire la sua ascendenza fino a Idrīs ibn ʿAbd Allāh, fondatore della città di Fez, nell'attuale Marocco, che a sua volta discendeva da al-Ḥasan b. ʿAlī, nipote per parte materna di Maometto.

## Istruzione
Il padre di Muḥammad al-Yaʿqūbī si prese cura della sua istruzione, tanto in veste di suo insegnante quanto in quella di suo maestro spirituale. Al termine della sua formazione, suo padre gli concesse diverse ijāzāt
Al-Yaʿqūbī fu anche introdotto al Sufismo, fino a quando raggiunse il livello di murshid (guida) e il rango di Maestro spirituale della tradizione sufi.
Al-Yaʿqūbī ottenne anche ijāzāt da studiosi di spicco siriani, tra cui il Muftī malikita di Siria, Makkīi al-Kattānī; il Mufti hanafita di Siria, Muḥammad Abū l Yusr ʿĀbidīn; ʿAlī al-Būdaylimī di Tlemcen, ʿAbd al-ʿAzīz ʿUyūn al-Sūd, Ṣāliḥ al-Khaṭīb, Zayn al-ʿĀbidīn al-Tūnusī, Muḥammad Wafā al-Qaṣṣāb e ʿAbd al-Raḥmān al-Shaghūrī di Damasco, oltre che da vari dotti libici, marocchini e libanesi.
Nel 1987, al-Yaʿqūbī conseguì un master in letteratura araba nell'Università di Damasco (Facoltà di Diritto islamico). Studiò poi Filosofia per due anni nell'Università Araba di Beirut.
Nel 1991 ottenne un PhD di Linguistica nel Dipartimento di Studi Orientali dell'Università di Göteborg. In Svezia lavorò come ricercatore e docente di Letteratura araba. Nel 1992 si trasferì nel Regno Unito e completò i corsi di Cambridge in lingua inglese per il FCE, il CAE, il CCS e il CPE, nel giro di un anno, tornando poi in Svezia, dove riprese gli studi di lingua svedese. Al-Yaʿqūbī ha studiato in tutto sette lingue.

Nel 1999, La Società Islamica Svedese lo nominò Muftī di Svezia.

## Carriera
Al-Yaʿqūbī cominciò a insegnare studi coranici e recitazione nella Moschea Darwīshiyya all'età assai precoce di 11 anni. Pronunciò il suo prima allocuzione religiosa (khuṭba) all'età di 14 anni nella Moschea al-Saʿdāt. Fu nominato Imam del Venerdì e predicatore (khaṭīb) a 17 anni e fu poi nominato docente di Studi islamici a 20 anni di età.
A metà degli anni duemila, al-Yaʿqūbī tornò in Siria e cominciò a predicare, toccando tematiche attinenti alle "Scienze islamiche" (Teologia islamica, alla Fede (ʿAqīda), al Tafsir (esegesi coranica), ai ʾaḥādīth (tradizioni profetiche), al Taṣawwuf (Scienze del cuore), al Fiqh, alla Sharīʿa, agli Usul al-fiqh (Fondamenti giuridici), alla terminologia dei ʾaḥādīth (muṣṭalaḥ al-ʾaḥādīth) e alla Grammatica araba (Naḥw).
Tenne corsi di Teologia islamica nella Moschea degli Omayyadi di Damasco, dove fu khaṭīb al-jumūʿa (predicatore [nella preghiera del Mezzodì] di Venerdì) nella Jāmiʿ al-Ḥasan (Moschea di al-Ḥasan). Nella significativa Moschea di Ibn ʿArabī affrontò l'esame approfondito della al-Risāla, un dizionario mistico del teologo e sufi Abū l-Qāsim ʿAbd al-Karīm ibn Hawāzin al-Qushayrī e del grande tradizionista Tirmidhī, a dimostrazione della sua capacità di agire - come al-Ghazali - sui due differenti registri della Sharīʿa e del Sufismo. Parlava sia in lingua araba, sia in lingua inglese. Nel giugno del 2011, al-Yaʿqūbī fu costretto all'esilio dal governo di al-Asad e si trasferì in Marocco, luogo d'origine dei suoi antenati.

## Coinvolgimento nella guerra civile siriana (2011 –)
Nell'aprile del 2011, al-Yaʿqūbī fu uno dei primi religiosi siriani sunniti a esprimere il suo sostegno alla guerra civile siriana e a condannare il governo di Damasco per la sua risposta negativa alle dimostrazioni pacifiche che chiedevano la fine del governo dittatoriale familiare imposto dagli Asad da decenni. Nell'agosto del 2011, la BBC riferì che al-Yaʿqūbī era stato esortato a invocare maggiori pressioni internazionali su Damasco dopo che le forze governative avevaqno soffovcato nel sangue le proteste popolari.
Se altri dotti religiosi chiesero inizialmente alcune riforme di scarso rilievo, al-Yaʿqūbī fu invece il primo ad avanzare la richiesta di dimissioni del Presidente Baššār al-Asad.
Al-Yaʿqūbī inizialmente appoggiò il "Piano in sei punti" (Six-point plan) del Segretario generale delle Nazioni Unite, Kofi Annan, che invocava una "pressione internazionale di Russia e Cina" (che non fu mai esercitata) per metter fine al conflitto in Siria.
Invocò l'istituzione di uno Stato libero e democratico in Siria, affiancandosi a quanti chiedevano che gli ulamāʾ assumessero un "ruolo vitale" per evitare il disfacimento della società siriana dopo la caduta di al-Asad.
Con la prosecuzione della guerra civile, al-Yaʿqūbī chiese pubblicamente che la Giordania e la Turchia intervenissero militarmente in Siria "per salvare il popolo siriano", dando voce al sentimento di frustrazione siriano per il fallimento della comunità internazionale, di fatto inerte di fronte al dramma che si stava sviluppando nella sua patria. Inoltre egli credeva che qualsiasi intervento dovesse avvenire sotto l'egida dell'ONU, della NATO o degli Stati Uniti per essere "maggiormente realistico".
Al-Yaʿqūbī è stato attivo nel processo politico per creare un'alternativa credibile al governo di al-Asad. Grazie però a intrighi politici, la sua nomina a membro a pieno titolo del Consiglio Nazionale Siriano fu bloccata subito dopo essere stata formalmente confermata.
Fino a che l'insurrezione siriana non scoppiò, al-Yaʿqūbī s'era impegnato a livello internazionale per gli aiuti umanitari ai rifugiati siriani. Nel dicembre 2012, condusse un convoglio per la distribuzione di "vasti quantitativi di viveri, alimenti per l'infanzia e coperte per i siriani sfollati in Turchia.
Di conseguenza abbandonò il Paese dopo che il regime siriano aveva tentato di metterlo a tacere in seguito alle sue critiche pubbliche rivolte al partito Baʿth, nominalmente al potere in Siria, alla sua esortazione affinché il Presidente facesse un passo indietro. e al suo sostegno espresso alla rivolta siriana contro la dittatura.
Attualmente vive in esilio in Marocco, in cui opera per inoltrare aiuti umanitari, restando in regolare contatto coi combattenti siriani, che lo consultano su problemi morali e spirituali legati alla loro lotta armata.
Nell'agosto del 2013, al-Yaʿqūbī ha auspicato che l'Esercito Siriano Libero (ESL) aprisse un registro in cui combattenti, civili e amministratori potessero organizzarsi e ricevere un numero identificativo. Ha affermato che sarebbe cosa utile aprire centri di reclutamento nelle principali città del Vicino Oriente per far sì che le persone interessate possano ricevere un adeguato addestramento, sotto il controllo dello stesso ESL.
Nel settembre del 2014, al-Yaʿqūbī fu tra i firmatari di una lettera aperta al capo di Da'esh, Abu Bakr al-Baghdadi, in cui qualificava Da'esh come una forma di "Islam male interpretato, [trasformato] in una religione di crudeltà, brutalità e assassinio...", e rifiutando le basi ideologiche di Da'esh, vietando ai musulmani di raggiungerlo, rendendo chiaro il fatto che esso non era islamico e che era anzi anti-islamico.

Nel novembre del 2014, guidò una preghiera collettiva aio funerali islamici di Kassig. In un'intervista con la giornalista della CNN Christiane Amanpour, condannò l'assassinio da parte di Da'esh dello statunitense Peter Kassig e dichiarò: "Dobbiamo parlare a voce ben alta e molto chiara che i musulmani e l'Islam non hanno nulla a che fare con questo... Da'esh non ha una nazionalità. La sua nazionalità è il terrore, la bestialità e l'odio". Nello stesso mese, in un'intervista accordata a Margaret Warner per PBS NewsHour, egli affermò di al-Baghdadi: "È contro l'Islam. È un Kafir (empio) secondo gli standard musulmani, perché permette alla gente [che lo segue] di assassinare [altri] musulmani, facendo riferimento al Libro di Dio (il Corano), usando in modo falso testi religiosi. Ciò è antislamico. Va contro Allah. Va contro il messaggio dell'Islam [divulgato da] Muhammad (la salvezza sia su di lui). Se si pente e si presenta davanti a una corte di giustizia islamica e si difende, non potrà citare alcun singolo versetto del Corano per difendere la sua opinione di poter uccidere persone innocenti". Nel marzo del 2015, ha descritto Da'esh come un sistema raffinato di menzogne e ha definito gli estremisti di quell'organizzazione "ignoranti", "stupidi" e "arroganti".

## Opinioni
Il 22 gennaio 2010, al-Yaʿqūbī respinse i commenti fatti tre giorni prima dal Mufti di Siria Ahmad Badr al-Din Hassun sul profeta Maometto. al-Yaʿqūbī spiegò la necessità di ubbidire a ogni comando del Messaggero di Dio, incluse le notizie riguardanti il Corano e i nomi dei precedenti profeti. Il dignitario religioso affermò: "Sappiamo che Mosè e Gesù sono profeti per l'Islam solo perché ha detto così il nostro Profeta Maometto. Se avesse detto diversamente, dovremmo allora credergli... la fede in Mosè e Gesù non implica la validità di quanto dice oggi la "Gente del Libro". Chiese anche al Mufti Hassun di dare le dimissioni per eliminare l'imbarazzo venutosi a creare e per proteggere la dignità dell'Islam e l'integrità dei dotti musulmani di Siria.

Il giorno seguente al-Yaʿqūbī fu licenziato dal posto di "Predicatore del[la preghiera di mezzodì del] venerdì" della Moschea al-Ḥasan di Damasco (Abū Rummāne). da parte del governo. Sei mesi dopo fu però insediato nuovamente in quella funzione.
Il 21 giugno 2010, al-Yaʿqūbī dichiarò nel programma Sunni Talk della rete televisiva Takbeer TV che il Mujaddid del subcontinente indiano era Ahmad Reza Khan Barelvi, e affermò che un seguace della Ahlus-Sunna wa l-Jamaʿa poteva essere identificato per la sua devozione nei confronti di Ahmad Reza Khan, e che coloro che non gli erano devoti erano identificabili per i loro attacchi a lui. 
Il 18 agosto 2011, al-Yaʿqūbī ha guidato la preghiera collettiva a Summerfield Park (Winson Green, Birmingham) di quasi 20000 persone per commemorare l'assassinio di tre uomini che cercavano di proteggere le persone e l'area in cui vivevano, sconvolta dalla furia dei manifestanti e dei saccheggiatori durante i disordini in Inghilterra del 2011. Nel corso della cerimonia, disse: "essi hanno fatto di loro stessi un esempio di ciò che un musulmano deve essere e di ciò che l'Islam è". e che "questi tre uomini sono màrtiri e la cosa migliore che possiamo fare per loro è pregare per loro e per noi stessi - pregare per la nostra Comunità". 
Egli chiese che il 18 agosto diventasse un "giorno non di cordoglio e tristezza, ma di coraggio".
Al-Yaʿqūbī è stato molto critico nei confronti del sostegno al governo siriano dato da Muḥammad Saʿīd Ramaḍān al-Būṭī. Tuttavia, dopo l'assassinio di al-Būtī il 21 marzo 2013, al-Yaʿqūbī ha affermato che al-Būṭī era un màrtire e che riservatamente si stava preparando a disertare il campo filo-regime siriano.
Nell'agosto 2013, al-Yaʿqūbī ha detto: "Non può essere dichiarata da singoli o gruppi ostilità nei confronti di uno Stato; nessun governo musulmano è in stato di guerra con il Regno Unito. Hanno tutti con esso relazioni diplomatiche e di conseguenza, qualsiasi attacco contro cittadini o interessi del Regno Unito sarebbe stato considerato come non islamico e illegale dalla Sharīʿa, indipendentemente dal fatto che noi approviamo o meno la politica del Regno Unito o il suo governo".

## Riconoscimenti
Nel 2012, al-Yaʿqūbī è stato inserito nell'elenco dei 500 musulmani più autorevoli dal Prince Alwaleed Center for Muslim–Christian Understanding della Georgetown University e dal Royal Islamic Strategic Studies Centre di Giordania.

## Vita privata
Due sue mogli sono morte, la prima nel 2006, in un incidente d'auto, e la seconda nel 2007.
Ha tre figli e una figlia.

## Pubblicazioni

### Libri
- Refuting ISIS: A rebuttal of its religious and ideological foundations[37]
- Refuting ISIS: A rebuttal of its religious and ideological foundations (versione araba)[38]
- Al-Anwar Al-Muhammadiyyah: The Prophetic Lights[39]
- Aḥkām al-tas'īr fī l-fiqh al-islamī: Rulings on Price-fixing in Islamic Law, Dār al-bashāʾir al-islāmiyya, Beirut, 2000[40]
- Ḥusn al-fahm li-mas'alati l-qadāʾī fī l-ʿIlm: Understanding Court procedures according to Magistrates' knowledge, Dār al-bashāʾir al-islāmiyya, Beirut, 2000[41]
- Kitāb al-anwār fī shamāʾil al-Nabī al-Mukhtār, by al-Baghawī, preface and indices, Al-Maktabu publishing House[42]

### CD Audio
- Love and Marriage[43]
- The Book of Knowledge: Imam al-Ghazali[44]
- Yasin: The Heart of the Qur'an[45]
- Invocations of the Heart[46]
- The Miracle of the Fig[47]
- The Champion of Truth: Abu Bakr al-Siddiq[48]
- Islam: The Religion of Love[49]
- Light upon Light[50]